# (3682) Welther
(3682) Welther est un astéroïde de la ceinture principale découvert le 12 juillet 1923 par l'astronome allemand Karl Wilhelm Reinmuth. Le lieu de découverte est Heidelberg (024). Sa désignation provisoire était A923 NB.
Sa distance minimale d'intersection de l'orbite terrestre est de 0,913240 ua.